# Улашин, Генрих Владимирович
Генрих Владимирович Улашин (пол. Henryk Ułaszyn; 19 января 1874, Лихачиха, Киевская губерния — 23 мая 1956 или 22 мая 1956, Лодзь, Лодзинское воеводство) — русский и польский учёный-филолог, доктор философии, профессор.
Автор многих научных работ. Сфера научных интересов — славянское языкознание, фонетика русского и польского языков, история польского языка.

## Биография
Родился 19 января 1874 года в селе Лихачиха Таращанского уезда Киевской губернии в семье Владислава Улашина и его жены Марии Туровской.
Учился в школах Умани, Варшавы и Одессы, где сдал выпускной экзамен в 1895 году. Затем в 1895—1897 годах, учился в Киевском университете, в 1897—1901 годах в Краковском, в 1898—1899 годах в Венском и в 1901—1903 годах в Лейпцигском университетах. В Лейпциге в 1904 году защитил диссертацию на звание доктора философии на тему «Об энтпалатизации звука — е — в польском языке».
Работал до 1914 года в Лейпциге, затем под Киевом в собственном имении, а потом — в Умани. С 1917 года читал лекции по языкознанию на Польских университетских курсах, а затем в Польском университетском колледже в Киеве. В 1917 году стал редактором периодического издания «Gazeta Narodowa», основанного в 1917 году в Киеве вместе с Зеноном Петкевичем и Каролем Валигорским.
В 1918—1920 годах — экстраординарный профессор кафедры сравнительного языкознания Таврического университета, в 1919—1921 годах — профессор польского языка Львовского университета имени Яна Казимира (ныне Львовский национальный университет имени Ивана Франко). В 1921—1939 годах Генрих Улашин работал на кафедре славянской филологии Познанского университета (ныне Университет имени Адама Мицкевича в Познани, где в 1922 году ему было присвоено звание профессора.
В декабре 1939 года он был интернирован, как и многие другие польские ученые, в лагерь Głównej. Позже переведён в Островец-Свентокшиский, а затем в Варшаву. После окончания войны и до конца жизни работал профессором славянской филологии в Лодзинском университете.
С 1922 года был женат на Ванде Вольфф (Wandą Wolff, 1897—1979), у них родилась дочь Изабелла (1927—1995). С женой развёлся в 1929 году.
Умер 23 мая 1956 года в городе Лодзь.
Был награждён орденом Возрождения Польши (офицерский крест, 1950).